# Трудовая аллея
Трудова́я алле́я — аллея, расположенная в Северном административном округе города Москвы на территории района Аэропорт.

## История
Аллея получила своё название в 1942 году (по другим данным — в 1938 году) по идеологическим соображениям.

## Расположение
Трудовая аллея, являясь продолжением Московской аллеи, проходит по территории Петровского парка параллельно Ленинградскому проспекту от Театральной аллеи на северо-запад до Правой Дворцовой аллеи. У юго-восточного конца аллеи расположен стадион «Динамо», у северо-западного — Петровский путевой дворец. Нумерация начинается от Театральной аллеи.

## Транспорт

### Автобус
По Трудовой аллее проходят автобусы 22, 22к, 84, 105, 105к, 110, 319, 384, 595, 727 (от Театральной аллеи до Правой Дворцовой аллеи).

### Метро
У юго-восточного конца аллеи, на Ленинградском проспекте, расположены станции метро «Динамо» Замоскворецкой линии и «Петровский парк» Большой кольцевой линии.